# Tungvikt i fristil i brottning vid olympiska sommarspelen 1984
Herrarnas brottningsturnering i fristil i viktklassen tungvikt vid olympiska sommarspelen 1984 avgjordes i Anaheim Convention Center i Anaheim. 

## Medaljörer
| Klass    | Guld             | Silver                 | Brons                     |
| Tungvikt | Lou Banach · USA | Joseph Atiyeh · Syrien | Vasile Pușcașu · Rumänien |

## Resultat
- TO — Vinst genom fall
- SP — Vinst genom överlägsenhet, 12-14 poängs skillnad, förloraren med poäng
- SO — Vinst genom överlägsenhet, 12-14 poängs skillnad, förloraren utan poäng
- ST — Vinst genom teknisk överlägsenhet, 15 poäng skillnad
- PP — Vinst genom poäng, förloraren med tekniska poäng
- PO — Vinst genom poäng, förloraren utan tekniska poäng
- PA — Vinst genom att motståndaren skadas
- DQ — Vinst genom förverkande
- D2 — Båda brottarna diskvalificerade på grund av passivitet  (0-0 poäng)
- DNA — Dök inte upp
- L — Förluster
- ER — Elimineringsrunda
- CP — Klassificeringspoäng
- TP — Tekniska poäng

- PA — Vinst genom att motståndaren skadats

### Elimineringsrunda

#### Pool A
| L              |                             | CP       | TP       |                          | L        |          |
| Omgång 1       | Omgång 1                    | Omgång 1 | Omgång 1 | Omgång 1                 | Omgång 1 | Omgång 1 |
| -------------- | --------------------------- | -------- | -------- | ------------------------ | -------- | -------- |
| 1              | Karl-Johan Gustavsson (SWE) | 0-4 ST   | 2-15     | Kartar Singh (IND)       | 0        |          |
| 0              | Georgios Pikilidis (GRE)    | 3-0 P1   | 4:57     | Oumar Samba Sy (MTN)     | 1        |          |
| 0              | Joseph Atiyeh (SYR)         | 4-0 TF   | 4:42     | Vasile Pușcașu (ROU)     | 1        |          |
| Omgång 2       |                             |          |          |                          |          |          |
| 2              | Karl-Johan Gustavsson (SWE) | 0-4 ST   | 0-12     | Georgios Pikilidis (GRE) | 0        |          |
| 1              | Kartar Singh (IND)          | 0-4 TF   | 0:33     | Joseph Atiyeh (SYR)      | 0        |          |
| 1              | Vasile Pușcașu (ROU)        |          |          | Bye                      |          |          |
| 1              | Oumar Samba Sy (MTN)        |          |          | DNA                      |          |          |
| Omgång 3       |                             |          |          |                          |          |          |
| 1              | Vasile Pușcașu (ROU)        | 3-1 PP   | 6-5      | Kartar Singh (IND)       | 2        |          |
| 1              | Georgios Pikilidis (GRE)    | 0-4 PA   | 0:27     | Joseph Atiyeh (SYR)      | 0        |          |
| Sista omgången |                             |          |          |                          |          |          |
|                | Joseph Atiyeh (SYR)         | 4-0 TF   | 4:42     | Vasile Pușcașu (ROU)     |          |          |
|                | Georgios Pikilidis (GRE)    | 0-4 PA   | 0:27     | Joseph Atiyeh (SYR)      |          |          |
|                | Vasile Pușcașu (ROU)        | 4-0 PA   |          | Georgios Pikilidis (GRE) |          |          |

| Brottare                    | L | ER | CP | Sista |
| --------------------------- | - | -- | -- | ----- |
| Joseph Atiyeh (SYR)         | 0 | -  | 12 | 8     |
| Vasile Pușcașu (ROU)        | 1 | -  | 3  | 4     |
| Georgios Pikilidis (GRE)    | 1 | -  | 7  | 0     |
| Kartar Singh (IND)          | 2 | 3  | 5  |       |
| Karl-Johan Gustavsson (SWE) | 2 | 2  | 0  |       |
| Oumar Samba Sy (MTN)        | 1 | 1  | 0  |       |

#### Pool B
| L              |                        | CP        | TP       |                     | L        |          |
| Omgång 1       | Omgång 1               | Omgång 1  | Omgång 1 | Omgång 1            | Omgång 1 | Omgång 1 |
| -------------- | ---------------------- | --------- | -------- | ------------------- | -------- | -------- |
| 1              | Hayri Sezgin (TUR)     | 0-4 TF    | 1:14     | Lou Banach (USA)    | 0        |          |
| 1              | Ambroise Sarr (SEN)    | 0-4 TF    | 3:52     | Tamon Honda (JPN)   | 0        |          |
| 0              | Wayne Brightwell (CAN) |           |          | Bye                 |          |          |
| Omgång 2       |                        |           |          |                     |          |          |
| 1              | Wayne Brightwell (CAN) | 1-3 PP    | 5-6      | Hayri Sezgin (TUR)  | 1        |          |
| 0              | Lou Banach (USA)       | 4-0 TF    | 1:45     | Ambroise Sarr (SEN) | 2        |          |
| 0              | Tamon Honda (JPN)      |           |          | Bye                 |          |          |
| Omgång 3       |                        |           |          |                     |          |          |
| 1              | Tamon Honda (JPN)      | 1-3 PP    | 4-9      | Hayri Sezgin (TUR)  | 1        |          |
| 2              | Wayne Brightwell (CAN) | .5-3.5 SP | 1-11     | Lou Banach (USA)    | 0        |          |
| Sista omgången |                        |           |          |                     |          |          |
|                | Hayri Sezgin (TUR)     | 0-4 TF    | 1:14     | Lou Banach (USA)    |          |          |
|                | Tamon Honda (JPN)      | 1-3 PP    | 4-9      | Hayri Sezgin (TUR)  |          |          |
|                | Lou Banach (USA)       | 4-0 TF    | 1:56     | Tamon Honda (JPN)   |          |          |

| Brottare               | L | ER | CP   | Sista |
| ---------------------- | - | -- | ---- | ----- |
| Lou Banach (USA)       | 0 | -  | 11.5 | 8     |
| Hayri Sezgin (TUR)     | 1 | -  | 6    | 3     |
| Tamon Honda (JPN)      | 1 | -  | 5    | 1     |
| Wayne Brightwell (CAN) | 2 | 3  | 1.5  |       |
| Ambroise Sarr (SEN)    | 2 | 2  | 0    |       |

### Slutkamper
|                          | CP        | TP        |                    |           |
| 5:e plats                | 5:e plats | 5:e plats | 5:e plats          | 5:e plats |
| ------------------------ | --------- | --------- | ------------------ | --------- |
| Georgios Pikilidis (GRE) | 0-4 PA    |           | Tamon Honda (JPN)  |           |
| Bronsmatch               |           |           |                    |           |
| Vasile Pușcașu (ROU)     | 3-1 PP    | 4-3       | Hayri Sezgin (TUR) |           |
| Final                    |           |           |                    |           |
| Joseph Atiyeh (SYR)      | 0-4 TF    | 1:01      | Lou Banach (USA)   |           |